# Grande Prêmio dos Estados Unidos de 2017
Grande Prêmio dos Estados Unidos de 2017 (formalmente denominado 2017 Formula 1 United States Grand Prix) é a décima sétima etapa da temporada de 2017 da Fórmula 1. Foi disputada em 22 de outubro de 2017 no Circuito das Américas, Austin, Estados Unidos.

## Relatório

### Antecedentes
Outubro Rosa
A Fórmula 1 viverá um fim de semana cor-de-rosa nos Estados Unidos. Como parte da celebração do outubro rosa, a categoria fará ações durante os quatro dias do grande prêmio em Austin, no Texas, para promover a luta contra o câncer de mama. Algumas são visuais, como a pintura rosa da faixa do pit lane, de vários detalhes da pista e de até placas de publicidade. Até a Pirelli, fornecedora de pneus da F1, entrou no jogo: o pneu ultramacio, tradicionalmente roxo, será rosa no GP dos EUA. Além disso, a comemoração no pódio também terá um toque de rosa. Os tradicionais bonés dos três primeiros trocarão de cor nesta corrida. Além, é claro, das garrafas de champanhe e do painel do pódio, onde aparecem o nome e o principal patrocinador do GP. A transmissão de TV também terá mudanças: o logo da Fórmula 1, normalmente branco, que aparece no canto esquerdo inferior, será rosa. Mensagens de apoio à fundação Susan G. Komen, a principal entidade no mundo no combate ao câncer de mama, também estarão visíveis. Além das ações visuais, a Fórmula 1 vai doar a renda de várias ações ao longo do fim de semana em Austin. A categoria fará passeios especiais com o carro de dois lugares, passeios VIPs pelos boxes, golfe com celebridades na área interna do circuito, produtos cor-de-rosa à venda nas lojinhas e uma corrida pelo circuito com os fãs. Além disso, a F1 vai incentivar doações dos torcedores.
A Estreia de Brendon Hartley
Brendon Hartley fará sua estreia na Fórmula 1 no GP dos Estados Unidos. Ele vai substituir Pierre Gasly, que terá compromissos na Super Fórmula, categoria japonesa que terá sua etapa final. A outra Toro Rosso será de Daniil Kvyat, que retorna à categoria, após a ida de Carlos Sainz Jr. para a Renault, no lugar de Jolyon Palmer. 

### Treino Classificatório
Q1
Hamilton começou o classificatório da mesma maneira que tinha terminado o terceiro treino livre: na frente. Com 1m34s822, o inglês da Mercedes foi o mais rápido, seguido de Verstappen, 0s077 atrás e Bottas fechando os três primeiros. Em ótimo final de semana, Massa terminou o Q1 em sexto, enquanto o companheiro de equipe Stroll foi apenas o 17º. Estreando na F1, Hartley não conseguiu passar para a fase seguinte, terminando em 18º. Sainz Jr, por sua vez, em seu primeiro final de semana na Renault, superou Hulkenberg, o nono, para ser o quinto.
Eliminados:
Q2
O Q2 começou com Hamilton na pista, tratanto de impor o ritmo aos demais. Com 1m33s560, o inglês da Mercedes assumiu a liderança, acompanhado de Bottas, 0s332 atrás do companheiro de equipe. Raikkonen colocou a Ferrari na terceira colocação, com Vettel em quarto, seguido da dupla da RBR, Ricciardo, quinto, e Verstappen, sexto. Superando Hulkenberg, mais uma vez, Sainz Jr avançou ao Q3 em oitavo, enquanto o alemão foi só o 15º. Massa não conseguiu repetir a boa volta da primeira parte e terminou em 11º, fora da fase final do classificatório.
Eliminados:
Q3
Q3 iniciado, porém, nenhuma novidade na primeira colocação. Hamilton saiu dos boxes e logo em sua primeira volta já anotou 1m33s108 para ficar tranquilo na briga pela pole position. Tirando tudo o que podia da Ferrari, Vettel conseguiu superar Bottas para sair na primeira fila ao lado do rival na briga pelo título. Ricciardo, Raikkonen e Verstappen completaram, respectivamente, os seis primeiros. Na disputa interna da Force India, melhor para Ocon, o sétimo, enquanto Pérez foi o décimo. Sainz em oitavo e Alonso em nono fecharam o Top 10.

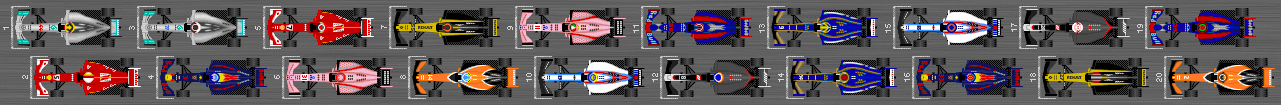
Grid de Largada

### Corrida
A largada deu sequência ao agito. Sebastian Vettel partiu bem e contornou a primeira curva na liderança. Lewis Hamilton foi relegado ao segundo lugar depois de tentar dar o troco. Valtteri Bottas, Daniel Ricciardo, Esteban Ocon, Kimi Räikkönen, Fernando Alonso, Carlos Sainz Jr., Felipe Massa e Sergio Pérez completaram o top-5 ao fim da primeira de 56 voltas. Apesar de uma série de travadas, ninguém bateu. Na abertura da segunda volta, Daniel Ricciardo resolveu ousar. O australiano mergulhou na curva 1 para passar Valtteri Bottas – e quase teve sucesso. O finlandês foi combativo e sustentou o terceiro lugar por pouco.  Mais atrás, o companheiro Max Verstappen fazia uma bela corrida de recuperação. Largando em 17º, o holandês entrou na zona de pontos já na terceira volta. Mesmo contra pilotos como Sergio Pérez, o holandês não teve problemas para tentar algo. A quarta volta marcou o primeiro abandono da tarde. Nico Hülkenberg, que já havia trocado diversas peças do motor, teve problemas mecânicos e recolheu. Sainz, enquanto isso, sustentava o oitavo lugar.
Mais uma volta e Ricciardo voltou a tentar algo contra Bottas. Dessa vez, o australiano ficou por fora na saída da curva, tentando algo diferente, mas voltou a falhar. Valtteri ainda era o terceiro colocado, mas sob enorme pressão. A volta seis marcou o começo da briga pela liderança – que acabou sendo breve. Hamilton mergulhou ao fim da reta oposta e tomou a liderança sem maiores problemas. De forma até surpreendente, Vettel não conseguiu resistir e se conformou com o segundo lugar. O sétimo giro marcou o segundo abandono da corrida. Pascal Wehrlein, com carro danificado após toque com Kevin Magnussen nas primeiras voltas, recolheu aos boxes. Agora restavam 18 carros ainda na pista. As primeiras voltas foram repletas de ação, mas logo a corrida começou a acalmar. A atenção ficava reservada para Max Verstappen, sétimo colocado na altura da volta 10. O holandês logo encaixou a ultrapassagem sobre Ocon, que nem resistiu muito. A próxima vítima era Kimi Räikkönen, 8s adiante na quinta posição. Räikkönen, aliás, estava ocupado. O finlandês colocava pressão em Ricciardo, já com problemas nos pneus após forçar a barra contra Bottas. O australiano, claramente com dificuldades nos pneus, veio aos boxes na volta 13. Além de Daniel, o quarteto Sergio Pérez, Kevin Magnussen, Brendon Hartley e Sergio Pérez já havia parado.
O problema de Ricciardo é que o pit-stop se mostrou bem inútil. Três voltas depois, o piloto parou na área de escape. Pelo rádio, a explicação – Daniel disse que o motor teve problemas. Segunda quebra do motor Renault em poucas voltas, inclusive. Na altura da volta 16, Vettel optou pelo pit-stop. O alemão encaixou pneu macio, na expectativa de usar a borracha nova para ameaçar Hamilton. Bottas, bem atrás de Vettel, optou pela mesma coisa na volta 19. Depois de perder algum tempo com ultramacios gastos, Hamilton veio aos boxes na volta 20. O britânico colocou macios, assim como Vettel, e manteve a liderança por pouco. Depois da parada de Räikkönen, apenas três pilotos seguiam sem paradas. Verstappen, agora líder, Massa e Vandoorne. Os três largaram com ultramacios e teriam condições de acumular mais algumas voltas na pista. Verstappen tinha 3s de vantagem sobre Hamilton. Era alguma coisa, mas não seria suficiente para ter uma liderança longeva. Na altura da volta 23, Hamilton mergulhou e tentou algo. Verstappen foi combativo, mas tudo que conseguiu foi segurar a onda por mais duas curvas. Lewis voltava a ser líder, agora talvez em definitivo. Depois de perder a liderança, Verstappen foi aos boxes e voltou em quinto. O holandês encaixou pneus macios – os mesmos dos outros, mas em condições bem melhores. Enquanto isso, uma situação corriqueira voltou a se repetir. Fernando Alonso apareceu lento na pista, novamente com problemas mecânicos. O espanhol recolheu aos boxes na volta 25, se afirmando como quarto abandono do dia. Na volta 30, Felipe Massa optou por seu primeiro pit da tarde. O brasileiro estava em sexto, atrapalhando a vida da dupla da Force India que aparecia atrás. O piloto regressou à pista em 12º mas com ultramacios – uma estratégia ousada. Encerrada a rodada de pits, a zona de pontos estava assim: Hamilton, Vettel, Bottas, Räikkönen, Verstappen, Ocon, Pérez, Sainz, Kvyat e Grosjean. Após perder tempo com Massa, Ocon passou a ser ameaçado por Pérez. O mexicano dava a pinta de que poderia arriscar algo – mas era preciso ter cautela para evitar novos problemas na Force India.
Mais atrás, Verstappen ganhava terreno aos poucos. Mesmo ganhando tempo, o holandês veio aos boxes para colocar supermacios – a ideia era antecipar a manobra que provavelmente seria aplicada pelos pilotos que estavam à frente. Vettel reagiu aos pit de Verstappen na volta seguinte, colocando supermacios. Bottas e Räikkönen subiam para segundo e terceiro, mas seria difícil seguir assim por muito mais tempo. Tentando administrar os pneus Bottas acabou ficando lento demais. Räikkönen cansou de seguir o compatriota e fez a ultrapassagem ao estilo clássico do Circuito das Américas – travando os pneus e mergulhando. O finlandês era segundo colocado, 11s atrás de Hamilton.
Mais atrás, Vettel e Verstappen se aproximavam rapidamente. O alemão costurava pelo tráfego, que inclusive perdia a linha – Ericsson perdeu o ponto de freada e acertou Magnussen enquanto levava volta. Os dois foram capazes de seguir na prova, mas com danos leves nos carros. O piloto da Sauber foi considerado culpado e teve 5s de acréscimo ao total de prova. O preço de ficar com pneus gastos logo foi cobrado. Bottas levou uma bela ultrapassagem de Vettel. Com Räikkönen na frente, a Ferrari usou jogo de equipe para recolocar Seb em segundo.
Restava a definição do terceiro lugar, último posto no pódio. E seria uma briga entre Verstappen e Räikkönen: o holandês mergulhou por dentro na curva 18 e até fez a ultrapassagem. A manobra, todavia, foi feita ao cortar a curva. Desse jeito, os comissários não tiveram muita dúvida: 5s foram somados ao total do tempo de Max, que acabou com o quarto posto.

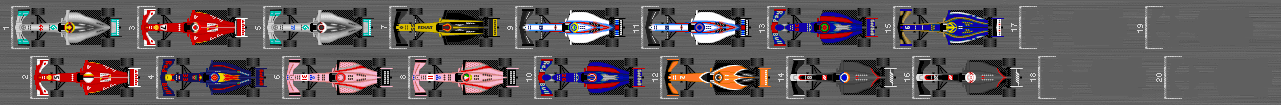
Resultado da corrida

## Pneus
| Nome do composto | Cor | Banda de rolamento | Condições de Tempo | Dry Type                           | Aderência      | Longevidade   |
| ---------------- | --- | ------------------ | ------------------ | ---------------------------------- | -------------- | ------------- |
| Ultra Macio*     |     | Slick (P Zero)     | Seco               | Ultrasoft                          | Mais aderência | Menos durável |
| Super Macio      |     | Slick (P Zero)     | Seco               | Supersoft                          | Mais aderência | Menos durável |
| Macio            |     | Slick (P Zero)     | Seco               | Soft                               | Médio          | Médio         |
| Intermediário    |     | Sulcos (Cinturato) | Molhado            | Intermediate (água não estagnante) | —              | —             |
| Chuva            |     | Sulcos (Cinturato) | Molhado            | Wet (água estagnante)              | —              | —             |

(*) A Pirelli, fornecedora oficial de pneus da F1, trocou a cor dos pneus ultramacios de roxo para rosa neste fim de semana em apoio à campanha sobre prevenção do câncer de mama.

## Resultados

### Treino Classificatório
| Pos.                     | Nº | Piloto            | Construtor           | Q1       | Q2       | Q3       | Grid |
| ------------------------ | -- | ----------------- | -------------------- | -------- | -------- | -------- | ---- |
| 1                        | 44 | Lewis Hamilton    | Mercedes             | 1:34.822 | 1:33.437 | 1:33.108 | 1    |
| 2                        | 5  | Sebastian Vettel  | Ferrari              | 1:35.420 | 1:34.103 | 1:33.347 | 2    |
| 3                        | 77 | Valtteri Bottas   | Mercedes             | 1:35.309 | 1:33.769 | 1:33.568 | 3    |
| 4                        | 3  | Daniel Ricciardo  | Red Bull-TAG Heuer   | 1:35.991 | 1:34.495 | 1:33.577 | 4    |
| 5                        | 7  | Kimi Räikkönen    | Ferrari              | 1:35.649 | 1:33.840 | 1:33.577 | 5    |
| 6                        | 33 | Max Verstappen    | Red Bull-TAG Heuer   | 1:34.899 | 1:34.716 | 1:33.658 | 172  |
| 7                        | 31 | Esteban Ocon      | Force India-Mercedes | 1:35.849 | 1:35.113 | 1:34.647 | 6    |
| 8                        | 55 | Carlos Sainz Jr.  | Renault              | 1:35.517 | 1:34.899 | 1:34.852 | 7    |
| 9                        | 14 | Fernando Alonso   | McLaren-Honda        | 1:35.712 | 1:35.046 | 1:35.007 | 8    |
| 10                       | 11 | Sergio Pérez      | Force India-Mercedes | 1:36.358 | 1:34.789 | 1:35.148 | 9    |
| 11                       | 19 | Felipe Massa      | Williams-Mercedes    | 1:35.603 | 1:35.155 | —        | 10   |
| 12                       | 26 | Daniil Kvyat      | Toro Rosso-Renault   | 1:36.073 | 1:35.529 | —        | 11   |
| 13                       | 2  | Stoffel Vandoorne | McLaren-Honda        | 1:36.286 | 1:35.641 | —        | 141  |
| 14                       | 8  | Romain Grosjean   | Haas-Ferrari         | 1:36.835 | 1:35.870 | —        | 12   |
| 15                       | 27 | Nico Hülkenberg   | Renault              | 1:35.740 | —        | —        | 193  |
| 16                       | 9  | Marcus Ericsson   | Sauber-Ferrari       | 1:36.842 | —        | —        | 13   |
| 17                       | 18 | Lance Stroll      | Williams-Mercedes    | 1:36.868 | —        | —        | 166  |
| 18                       | 39 | Brendon Hartley   | Toro Rosso-Renault   | 1:36.889 | —        | —        | 204  |
| 19                       | 94 | Pascal Wehrlein   | Sauber-Ferrari       | 1:37.179 | —        | —        | 15   |
| 20                       | 20 | Kevin Magnussen   | Haas-Ferrari         | 1:37.394 | —        | —        | 185  |
| Tempo dos 107%: 1:41.459 |    |                   |                      |          |          |          |      |
| Fonte:                   |    |                   |                      |          |          |          |      |

Notas
↑1  - Stoffel Vandoorne (McLaren-Honda) perdeu 5 posições do grid por problemas com o motor.
↑2  - Max Verstappen (Red Bull Racing-TAG Heuer) perdeu 15 posições do grid por mudar as configurações do motor.
↑3  - Nico Hülkenberg (Renault) perdeu 20 posições do grid por mudar as configurações do motor.
↑4  - Brendon Hartley (Toro Rosso-Renault) perdeu 25 posições do grid por mudar as configurações do motor.
↑5  - Kevin Magnussen (Haas-Ferrari) perdeu 3 posições do grid por ter impedido Sergio Pérez (Force India-Mercedes) durante o treino classificatório.
↑6  - Lance Stroll (Williams-Mercedes) perdeu 3 posições do grid por por ter impedido Romain Grosjean (Haas-Ferrari) durante o treino classificatório.

### Corrida
| Pos.   | Nu. | Piloto            | Construtor           | Voltas | Tempo/Retirado    | Grid | Pontos |
| ------ | --- | ----------------- | -------------------- | ------ | ----------------- | ---- | ------ |
| 1      | 44  | Lewis Hamilton    | Mercedes             | 56     | 1:33:50.991       | 1    | 25     |
| 2      | 5   | Sebastian Vettel  | Ferrari              | 56     | +10.143           | 2    | 18     |
| 3      | 7   | Kimi Räikkönen    | Ferrari              | 56     | +15.779           | 5    | 15     |
| 4      | 33  | Max Verstappen    | Red Bull-TAG Heuer   | 56     | +16.7687          | 17   | 12     |
| 5      | 77  | Valtteri Bottas   | Mercedes             | 56     | +34.967           | 3    | 10     |
| 6      | 31  | Esteban Ocon      | Force India-Mercedes | 56     | +1:30.980         | 6    | 8      |
| 7      | 55  | Carlos Sainz Jr.  | Renault              | 56     | +1:32.944         | 7    | 6      |
| 8      | 11  | Sergio Pérez      | Force India-Mercedes | 56     | +1 Volta          | 9    | 4      |
| 9      | 19  | Felipe Massa      | Williams-Mercedes    | 55     | +1 Volta          | 10   | 2      |
| 10     | 26  | Daniil Kvyat      | Toro Rosso-Renault   | 55     | +1 Volta          | 11   | 1      |
| 11     | 18  | Lance Stroll      | Williams-Mercedes    | 55     | +1 Volta          | 16   |        |
| 12     | 2   | Stoffel Vandoorne | McLaren-Honda        | 55     | +1 Volta          | 14   |        |
| 13     | 39  | Brendon Hartley   | Toro Rosso-Renault   | 55     | +1 Volta          | 20   |        |
| 14     | 8   | Romain Grosjean   | Haas-Ferrari         | 55     | +1 Volta          | 12   |        |
| 15     | 9   | Marcus Ericsson   | Sauber-Ferrari       | 55     | +1 Volta8         | 13   |        |
| 16     | 20  | Kevin Magnussen   | Haas-Ferrari         | 55     | +1 Volta          | 18   |        |
| Ret    | 14  | Fernando Alonso   | McLaren-Honda        | 24     | Unid. de potência | 8    |        |
| Ret    | 3   | Daniel Ricciardo  | Red Bull-TAG Heuer   | 14     | Unid. de potência | 4    |        |
| Ret    | 94  | Pascal Wehrlein   | Sauber-Ferrari       | 5      | Colisão           | 15   |        |
| Ret    | 27  | Nico Hülkenberg   | Renault              | 3      | Pressão do óleo   | 19   |        |
| Fonte: |     |                   |                      |        |                   |      |        |

↑7  - Max Verstappen (Red Bull Racing-TAG Heuer) recebeu 5 segundos de penalidade de tempo por sair da pista e ganhar uma vantagem duradoura.
↑8  - Marcus Ericsson (Sauber-Ferrari) recebeu 5 segundos de penalidade de tempo por causa a colisão em cima de Kevin Magnussen (Haas-Ferrari).

## Curiosidade
- Commons

- Mercedes conquista o Tetracampeonato Mundial de Construtores.
- Primeira corrida de Brendon Hartley. É o 9º neozelandês a correr na Fórmula 1, desde Mike Thackwell, em 1984.
- Seria a última corrida de Daniil Kvyat, mas o russo retornou na temporada de 2019.
- Primeira corrida e primeiros pontos de Carlos Sainz Jr. na Renault.

## Voltas na Liderança
| Nº de Voltas | Piloto           | Voltas           |
| ------------ | ---------------- | ---------------- |
| 48           | Lewis Hamilton   | (6-19) e (23-56) |
| 5            | Sebastian Vettel | (1-5)            |
| 2            | Max Verstappen   | (21-22)          |
| 1            | Kimi Raikkonen   | (20)             |

## 2017DHLFastest Pit Stop Award

### Resultado
| 1      | 77 | Valtteri Bottas   | Mercedes           | 2.15 | 25 |
| 2      | 3  | Daniel Ricciardo  | Red Bull-TAG Heuer | 2.21 | 18 |
| 3      | 7  | Kimi Räikkönen    | Ferrari            | 2.22 | 15 |
| 4      | 33 | Max Verstappen    | Red Bull-TAG Heuer | 2.24 | 12 |
| 5      | 44 | Lewis Hamilton    | Mercedes           | 2.27 | 10 |
| 6      | 5  | Sebastian Vettel  | Ferrari            | 2.29 | 8  |
| 7      | 19 | Felipe Massa      | Williams-Mercedes  | 2.35 | 6  |
| 8      | 2  | Stoffel Vandoorne | McLaren-Honda      | 2.50 | 4  |
| 9      | 14 | Fernando Alonso   | McLaren-Honda      | 2.67 | 2  |
| 10     | 39 | Brendon Hartley   | Toro Rosso-Renault | 2.81 | 1  |
| Fonte: |    |                   |                    |      |    |

### Classificação
| Tabela do DHL Fastest Pit Stop Award \| Pos \| Construtor \| Pontos \| Var \| \| --- \| -------------------- \| ------ \| --- \| \| 1 \| Mercedes \| 428 \| 0 \| \| 2 \| Williams-Mercedes \| 355 \| 0 \| \| 3 \| Red Bull-TAG Heuer \| 296 \| 0 \| \| 4 \| Ferrari \| 189 \| 0 \| \| 5 \| Force India-Mercedes \| 139 \| 0 \| \| 6 \| Toro Rosso \| 130 \| 0 \| \| 7 \| Haas-Ferrari \| 125 \| 0 \| \| 8 \| McLaren-Honda \| 48 \| 0 \| \| 9 \| Renault \| 6 \| 0 \| \| 10 \| Sauber-Ferrari \| 1 \| 0 \| |                      |        |     |
| Pos | Construtor           | Pontos | Var |
| 1 | Mercedes             | 428    | 0   |
| 2 | Williams-Mercedes    | 355    | 0   |
| 3 | Red Bull-TAG Heuer   | 296    | 0   |
| 4 | Ferrari              | 189    | 0   |
| 5 | Force India-Mercedes | 139    | 0   |
| 6 | Toro Rosso           | 130    | 0   |
| 7 | Haas-Ferrari         | 125    | 0   |
| 8 | McLaren-Honda        | 48     | 0   |
| 9 | Renault              | 6      | 0   |
| 10 | Sauber-Ferrari       | 1      | 0   |

## Tabela do campeonato após a corrida
Somente as cinco primeiras posições estão incluídas nas tabelas.
| Pos | Piloto           | Pontos | Var |
| --- | ---------------- | ------ | --- |
| 1   | Lewis Hamilton   | 331    | 0   |
| 2   | Sebastian Vettel | 265    | 0   |
| 3   | Valtteri Bottas  | 244    | 0   |
| 4   | Daniel Ricciardo | 192    | 0   |
| 5   | Kimi Räikkönen   | 163    | 0   |

| Pos | Construtor           | Pontos | Var |
| --- | -------------------- | ------ | --- |
| 1   | Mercedes             | 585    | 0   |
| 2   | Ferrari              | 428    | 0   |
| 3   | Red Bull-TAG Heuer   | 315    | 0   |
| 4   | Force India-Mercedes | 159    | 0   |
| 5   | Williams-Mercedes    | 68     | 0   |

|  |         |
|  | Campeão |